# Sankt-Jürgen-Straße

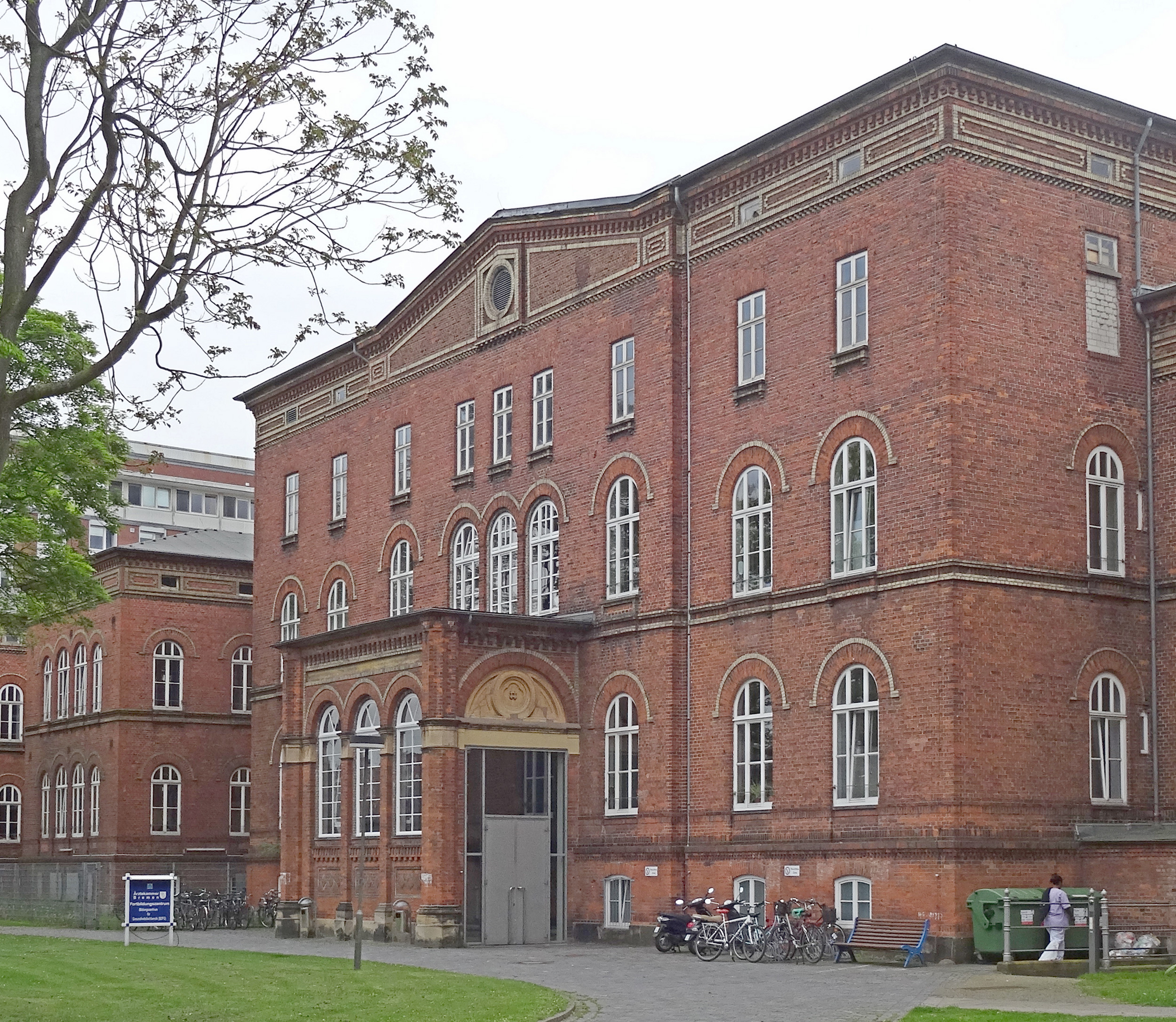
Krankenhaus von 1851, höhe Humboldtstraße, Architekt: Alexander Schröder

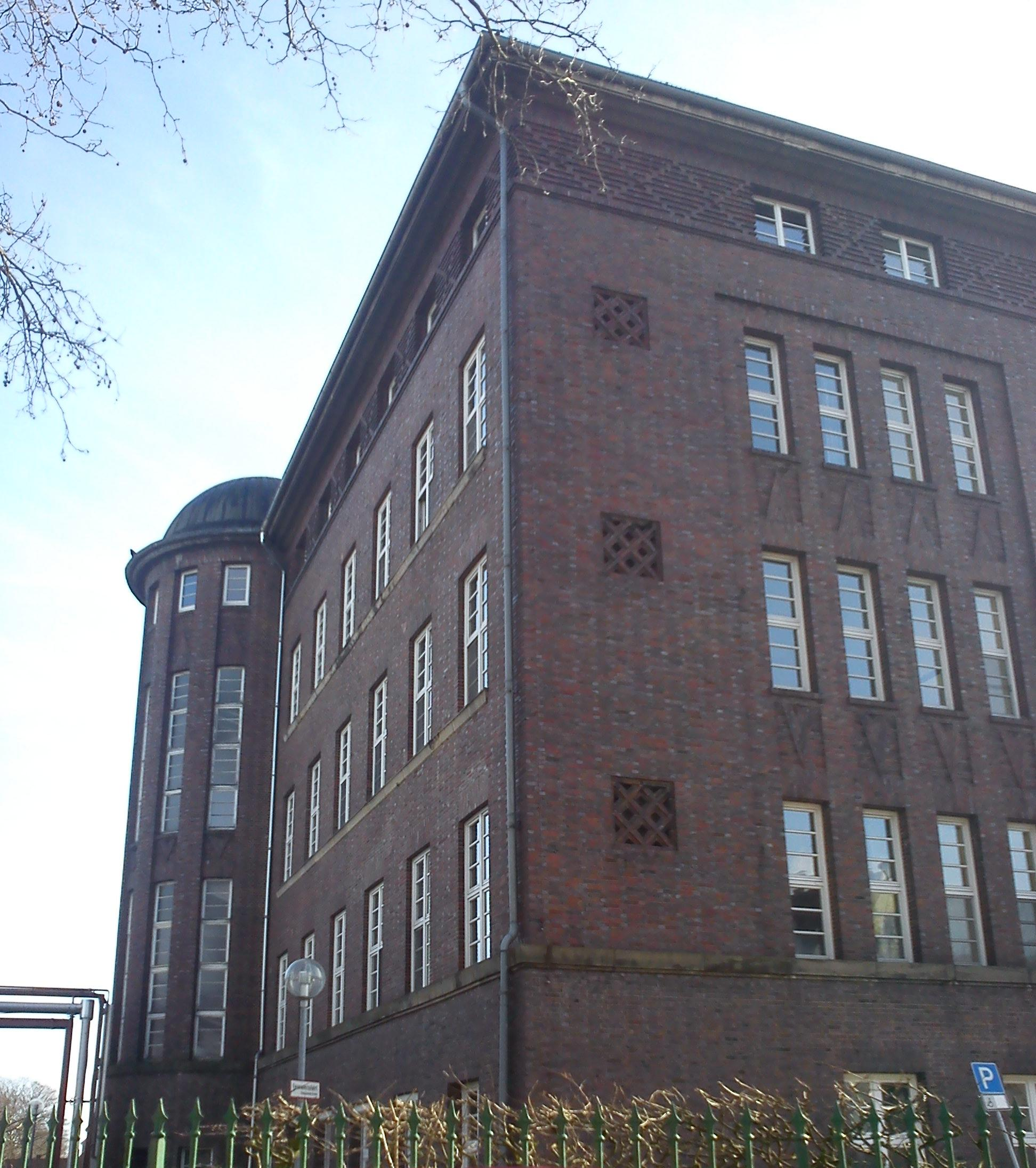
Krankenhaus von 1929, Ecke Bismarckstraße

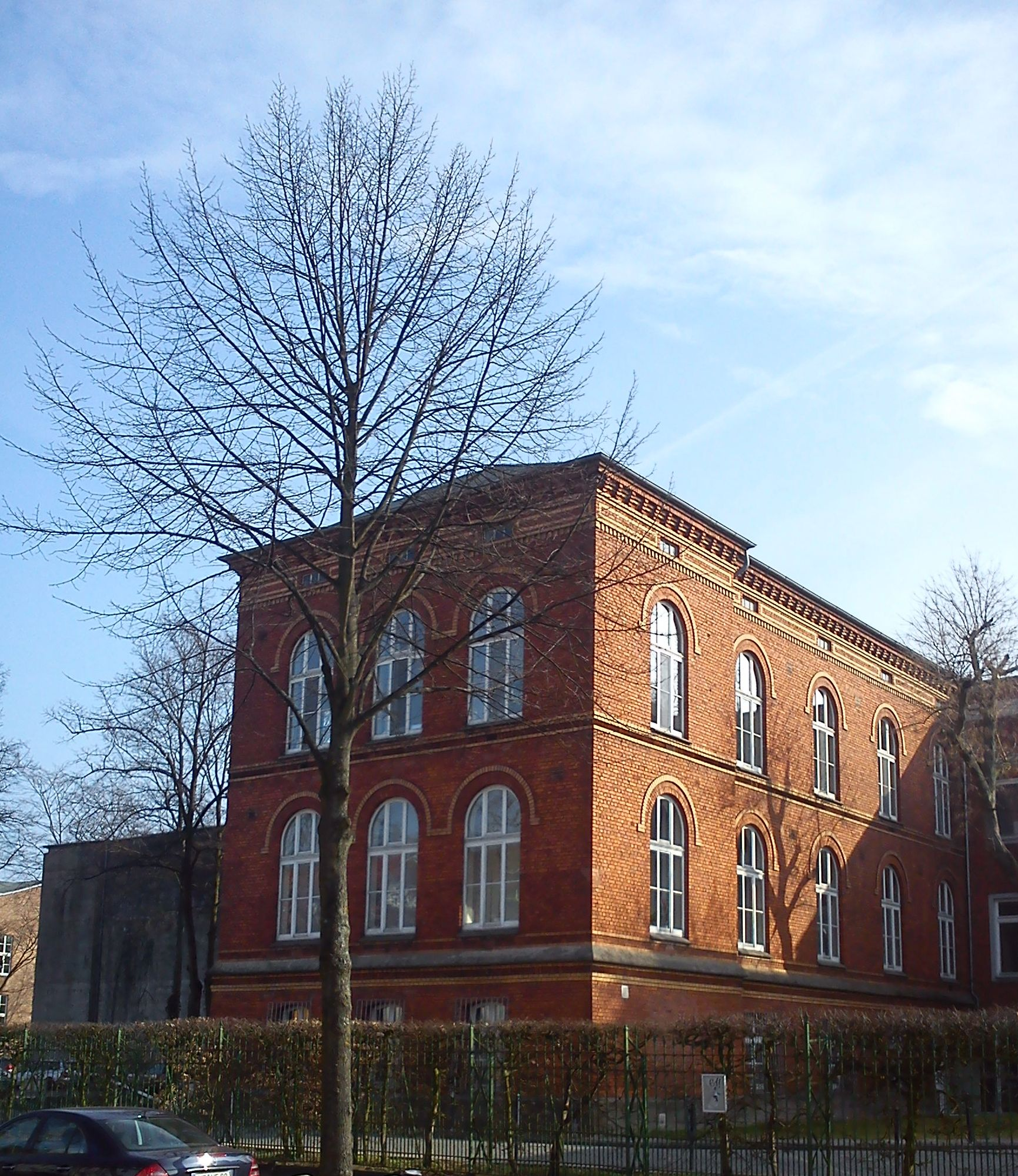
Altes Klinikgebäude an der St.-Jürgen-Straße

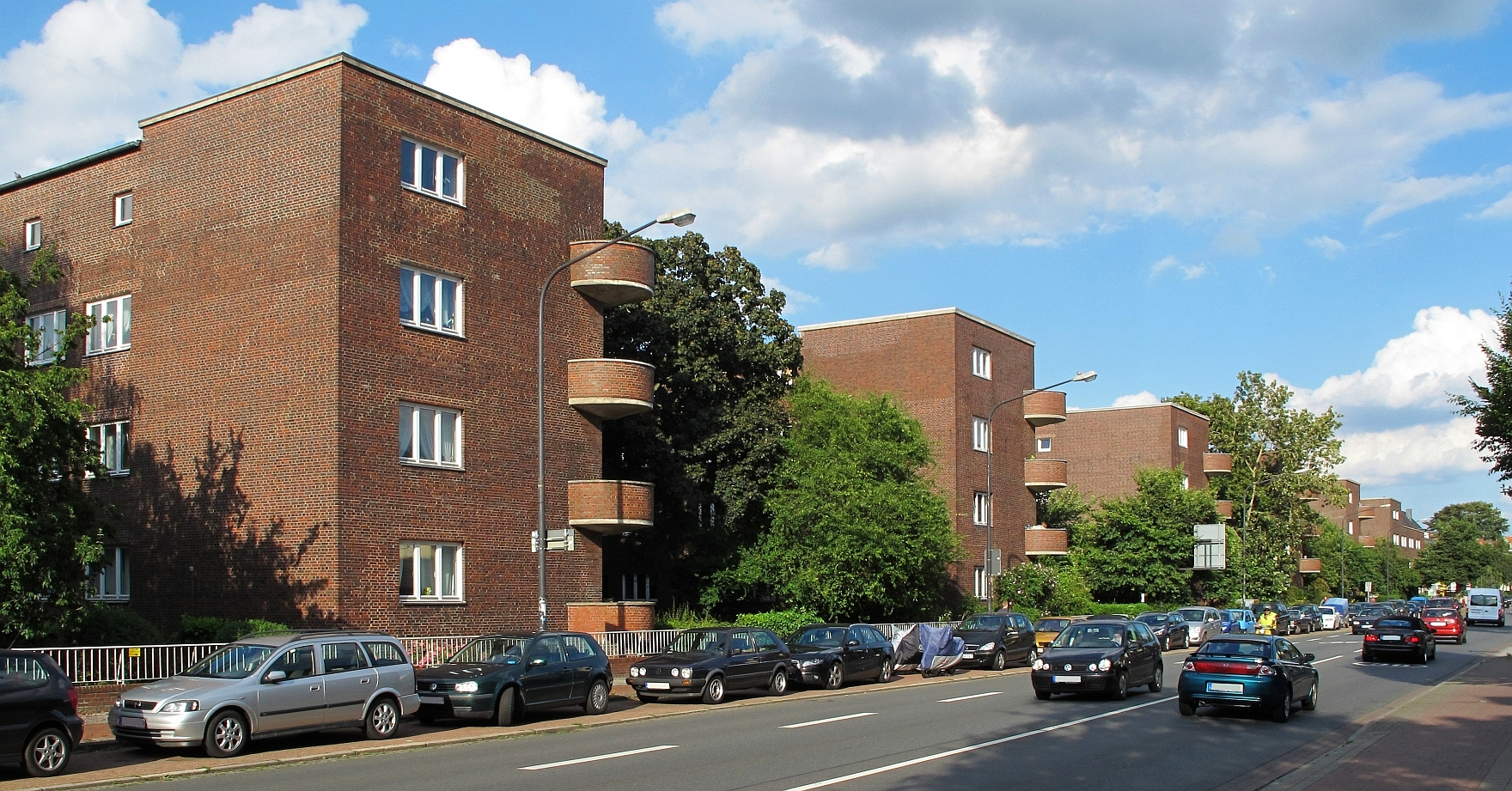
AfA-Siedlung, hier an der Bismarckstraße

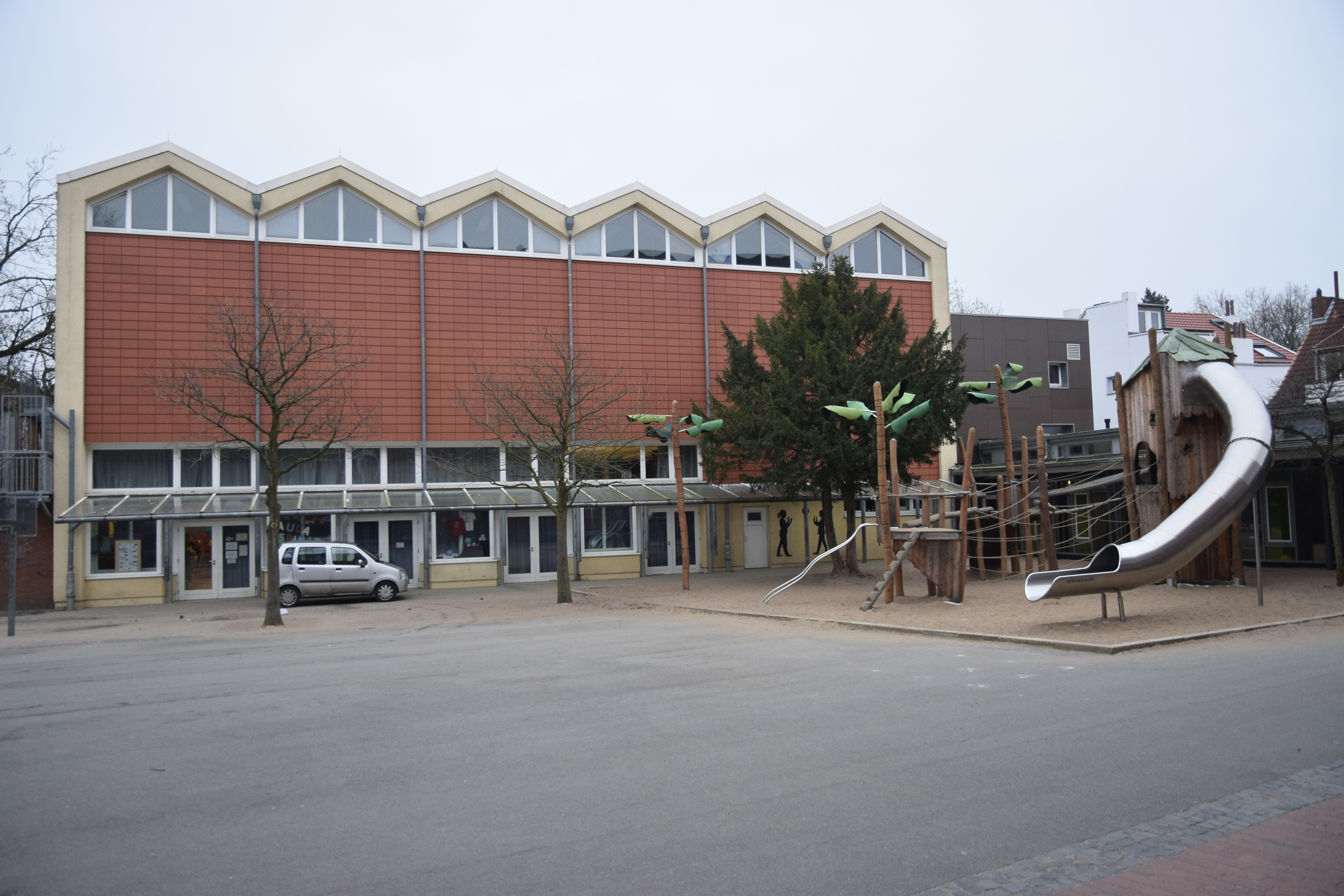
Aula und Turnhalle der Schule an der Lessingstraße

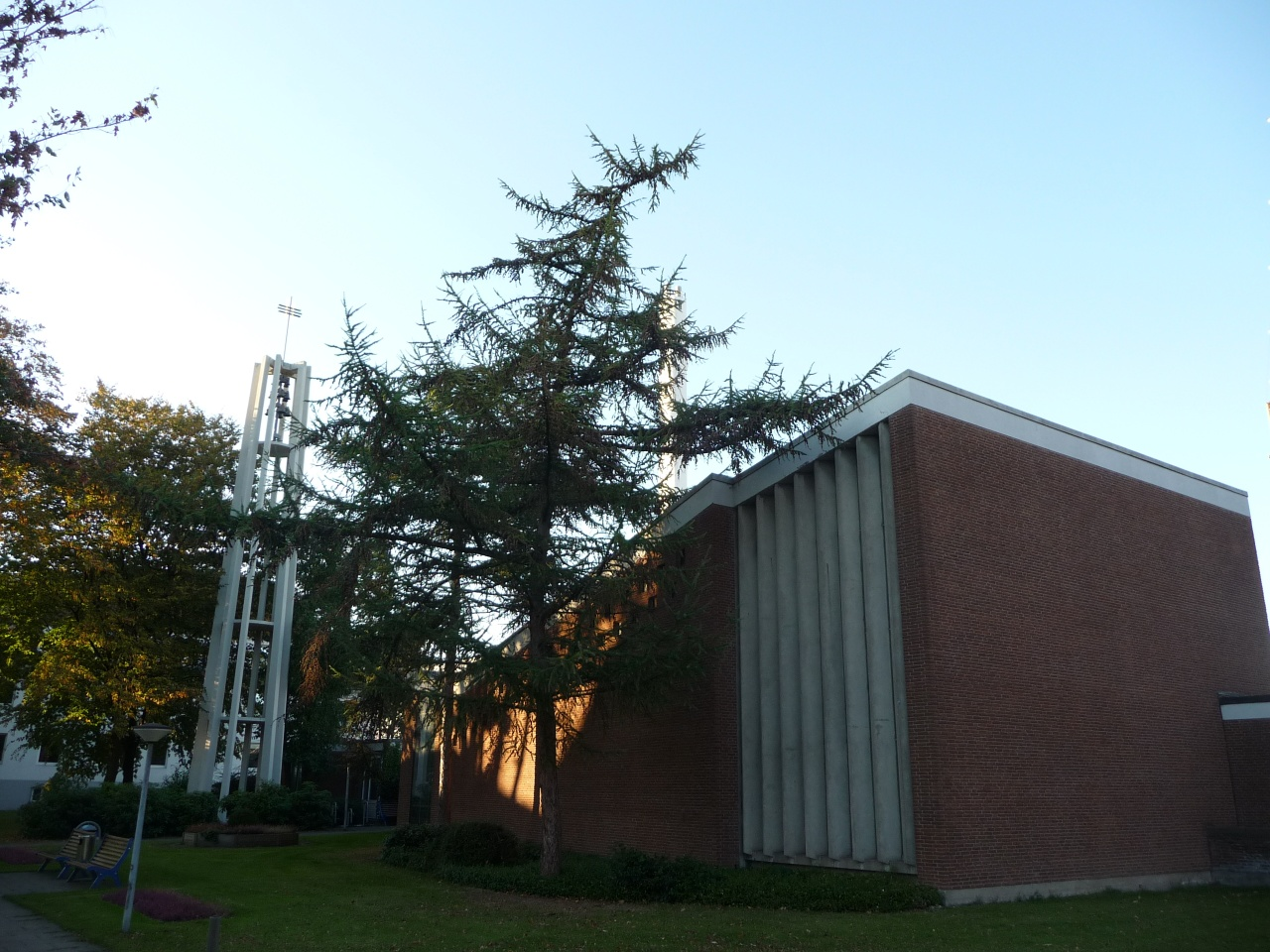
Kirche Sankt-Jürgen-Straße

Die Sankt-Jürgen-Straße ist eine historische Straße in Bremen Stadtteil Östliche Vorstadt, Ortsteile Steintor und Hulsberg. Sie führt in Süd-Nord-Richtung von der Lüneburger Straße zur Straßburger Straße.
Sie gliedert sich in die Teilbereiche
- Lüneburger Straße bis Bismarckstraße und
- Bismarckstraße bis Straßburger Straße.

Die Querstraßen und Anschlussstraßen wurden benannt u. a. als Lüneburger Str., Vor dem Steintor nach dem früheren Steintor am Dobben, Am Schwarzen Meer 1906 nach dem Gasthaus Zur Schwarzen Mähre (tor swarten Mähre) und/oder nach dem 1770 genannten Sumpfgebiet swates Meer, Friesenstraße nach dem Volk, Humboldtstraße von 1860 nach dem Naturforscher Alexander von Humboldt, Feldstraße von 1870 nach der Pagentorner Feldmarkt, Olgastraße von 1873 nach dem Vornamen, Tresckowstraße 1890 nach dem General Hermann von Tresckow, Bismarckstraße nach dem Reichskanzler Otto von Bismarck, Manteuffelstraße nach Generalfeldmarschall Edwin von Manteuffel, Graf-Haeseler-Straße nach Generalfeldmarschall Gottlieb von Haeseler und Straßburger Straße; ansonsten siehe beim Link zu den Straßen.

## Geschichte

### Name
Die Sankt-Jürgen-Straße von 1862 wurde benannt nach einer Gaststätte von 1602, dessen Einnahmen an das Kloster St. Johannis ging, zur Hilfe in der Krankenpflege. Das Kloster wurde 1529 nach der Reformation geschlossen und die Gebäude ab 1531 als städtisches Krankenhaus genutzt.

### Entwicklung
Die Aufhebung der Torsperre zur Bremer Altstadt und die rechtliche Gleichstellung der Vorstädter mit den Stadtbürgern in der Mitte des 19. Jahrhunderts, machte den Umzug in die Vorstädte attraktiver. Bereits bis 1851 entstand das erste, heute denkmalgeschützte, Klinikgebäude nach Plänen Baudirektors Alexander Schröder. Mit dem Anstieg der Bevölkerungszahl in Bremen wuchs in den Folgejahren die Städtische Krankenanstalt ständig weiter und wurde zum Klinikum Bremen-Mitte. 1889/90 wurde ein dreistöckiges, verklinkertes Hauptgebäude für die Chirurgie gebaut und 1908 erweitert. 1929 kam das Krankenhausgebäude an der Ecke Bismarckstraße hinzu. Im selben Jahr wurde die AfA-Siedlung Bremen fertig gestellt.
Im Zweiten Weltkrieg gehörte die Östliche Vorstadt zu den nur sehr gering durch Bombenangriffe zerstörten Stadtteilen. Nach dem Krieg fand ein weiterer Ausbau des Klinikums statt, dass um 2014 über 854 Betten verfügte und 1579 Mitarbeiter beschäftigte. Die Stadtbibliothek Bremen eröffnete 1966 die erste Patientenbibliothek im Zentralkrankenhaus.

2019 wurde ein umfangreiches Neubauvorhaben des Klinikums an der Bismarckstraße fertiggestellt. Das freiwerdende Krankenhausgeländes zwischen Am Schwarzen Meer, Stankt-Jürgen-Straße, Bismarckstraße und Friedrich-Karl-Straße von um 13 ha soll entsprechend einem Rahmenplan neu bebaut werden.

### Verkehr
Die Straßenbahn Bremen tangiert die Straße mit der Linie 2 (Gröpelingen – Sebaldsbrück), der Linie 3 (Gröpelingen – Weserwehr) und der Linie 10 (Gröpelingen – Hauptbahnhof – Sebaldsbrück). Teile dieser Streckenführung bestehen bereits seit der Eröffnung der Großen Bremer Pferdebahn 1879, seit 1900 ist die Strecke elektrifiziert.
1936 wurde zusätzlich ein Abzweig der Linie 10 durch die St.-Jürgen-Straße und die Bismarckstraße bis zur Friedrich-Karl-Straße in Betrieb genommen. Der Abschnitt durch die Bismarckstraße wurde nach dem Zweiten Weltkrieg nicht wieder aufgebaut, somit wurde die Haltestelle vor den städtischen Krankenanstalten in der Sankt-Jürgen-Straße zur Endstelle. Die Linie 10 stellte 1963 die Teilstrecke durch die St.-Jürgen-Straße ein und fuhr nun vom Steintor kommend wie die Linie 2 weiter bis zur Haltestelle Bennigsenstraße.
Im Nahverkehr in Bremen fahren hier die Buslinien 22 (Kattenturm – Universität) und 25 (Weidedamm – Osterholz) sowie die VBN-Regiobuslinien 730 (Bremen Hbf – Otterstedt) und 740 (Bremen Hbf – Verden).
Die nächstgelegenen Haltestellen sind Sankt-Jürgen-Straße, Am Hulsberg, Friedrich-Karl-Straße und Klinikum Bremen-Mitte.

## Gebäude und Anlagen
An der Straße dominieren an der Ostseite die Klinikgebäude und an der Westseite stehen überwiegend zwei- bis viergeschossige Häuser.
Bremer Baudenkmale
- Krankenhausbauten
  - Nr. 1: 2- und 3-gesch. klassizistisches verklinkertes Krankenhaus von 1851 im Rundbogenstil mit Mittelbau mit Mittelrisalit mit flachem Frontispiz  und 2-gesch. Dreiflügelanlage nach Plänen von Baudirektor Alexander Schröder in Anlehnung an das Kantonsspital in Zürich (1842)[1]
  - Nr. 1, Am Schwarzen Meer 134: 2-gesch. verputztes Krankenhaus und Pathologiegebäude von 1913 als dreiflügelige Anlage mit Walmdach und Dachreiterturm  nach Plänen von Ludwig Beermann und Hugo Weber[2]
  - Nr. 1, Bismarckstraße: 4-gesch. verklinkertes Krankenhaus (Allgemeines, Inneres) im  konservativen Stil der 1920er Jahre von 1929 mit differenziertem Sockel- und Attikageschoss nach Plänen von Oberbaurat Hans Ohnesorge, Baurat E. A.  Zill und Heinrich Müller[3]
  - Nr. 1: 3-gesch. verklinkertes historisierendes Krankenhaus (Chirurgie, Augenklinik, Urologie) von 1890 im Rundbogenstil nach Plänen von Baurat Heinrich Flügel; Erweitert 1908.[4]
- Nr. 154 bis 158 Ecke Bismarckstraße: Drei- und viergeschossige, kubischen, AfA-Siedlung Bremen mit 230 Wohnungen, erbaut von 1929 bis 1930 nach Plänen der Architekten Willy Berg und Max Paasche. Bauherr war die dafür gegründete AfA-Wohnbaugesellschaft Bremen von der Gewerkschaft Allgemeiner freier Angestelltenbund (AfA).[5]

Erwähnenswerte Gebäude und Anlagen
Ostseite
- N. 1: Krankenhausbauten s. o. sowie
  - Krankenhauskirche Sankt-Jürgen-Straße von 1982 im hinteren Bereich
  - 5-gesch. Frauenklinik von 1986 mit Rotstein-Fassaden nach Plänen von Werner Glade (Abriss nach 2019 vorgesehen)
  - 4-gesch. Appartementhaus für Mitarbeiter (Abriss nach 2019)
  - diverse 1- bis 2-gesch. Bauten des Klinikums (Abriss nach 2019 vorgesehen)
- Nr. 149 bis 165: 3-gesch. verputzte Wohn- und Geschäftshäuser von nach 1960

Westseite
- Nr. 2 bis 26 und 40 bis 44: 1- und 2-gesch. verputzte Wohnhäuser, oft als Bremer Häuser
- Nr. 46: 2-gesch. verputztes Wohn- und Geschäftshaus
- Aula und Turnhalle der Schule an der Lessingstraße
- Nr. 58 bis 82: 2-gesch. verputzte Bremer Häuser
- Nr. 94: 1-gesch. verputztes Wohnhaus von um 1900 mit Giebelrisalit
- Nr. 116–124: 2-gesch.  neueres Wohn- und Geschäftshaus
- Nr. 154 bis 158: s. o. Afa-Siedlung

Denkmale
- Auf dem Gelände des Zentralkrankenhauses: Skulpturen im Park von 1961 als Gruppenausstellung von Studierenden von Professor Altenstein

## Weitere Bremer Straßen
siehe Bremer Straßen